# Braam Merlier
Pour les articles homonymes, voir Merlier.
Braam Merlier (né le 11 février 1994 à Courtrai) est un coureur cycliste belge, spécialisé en cyclo-cross. Il est membre de l'équipe Pauwels Sauzen-Vastgoedservice.

## Biographie
Il rejoint au cours de la saison 2018 l'équipe Pauwels Sauzen-Vastgoedservice, en compagnie de son frère Tim.

## Palmarès en cyclo-cross
- 2016-2017
  - Cyclo-cross de Balan Ardennes, Balan
  - 2e du championnat de Belgique élites sans contrat
- 2017-2018
  - National Trophy Series #4, Gravesend
  - National Trophy Series #5, Bradford
  - National Trophy Series #6, Ipswich
  - Cyclo-cross de Balan Ardennes, Balan
  - 2e du championnat de Belgique élites sans contrat
- 2018-2019
  - National Trophy Series #1, Derby
  - National Trophy Series #5, Ipswich
  - Grand Prix Podbrezová, Podbrezová
  - Tage des Querfeldeinsports, Ternitz
- 2019-2020
  - Toi Toi Cup #2, Hlinsko
  - Grand Prix Raková, Raková
  - Int. Radquerfeldein GP Lambach/Stadl-Paura, Stadl-Paura

## Classements mondiaux sur route
| Année           | 2017 |
| --------------- | ---- |
| UCI Europe Tour | 741e |